# 徐載弼
徐 載弼（ソ・ジェピル（朝鮮語：서재필）、じょ さいひつ、英語名：Philip Jaisohn（フィリップ・ジェイソン）、1864年1月7日 - 1951年1月5日）は、朝鮮の革命家。「韓国のヴォルテール」と呼ばれる。號は松齋、雙慶、筆名はOsia。

## 略歴
全羅南道宝城郡の郡長官の家に生まれる。本貫は大邱徐氏。7歳のころから金玉均と親交を結び、開化派の思想に傾倒するようになる。1882年に18歳で科挙に合格し、翌年の1883年5月に日本へ留学。慶應義塾で日本語を学んだ後、東京の陸軍戸山学校で学ぶ。1884年に金玉均と共に帰国し直後甲申政変を起こすが失敗し、金玉均、竹添公使らと、仁川から日本の軍艦でいったん、日本へ亡命した。しかし国際的な非難を忌避したい日本は非協力的になったため、さらにアメリカへの移民を決断する。尚、残された彼の家族は閔妃一族の粛清に遭い、三親等までの近親者はことごとく残忍な方法で処刑された。アメリカではキリスト教に入信、苦学をしながら医学を学び、コロンビア医科大学夜間部（現・ジョージ・ワシントン大学School of Medical）に進学、在学中にアメリカの市民権を得て、1893年に卒業した。

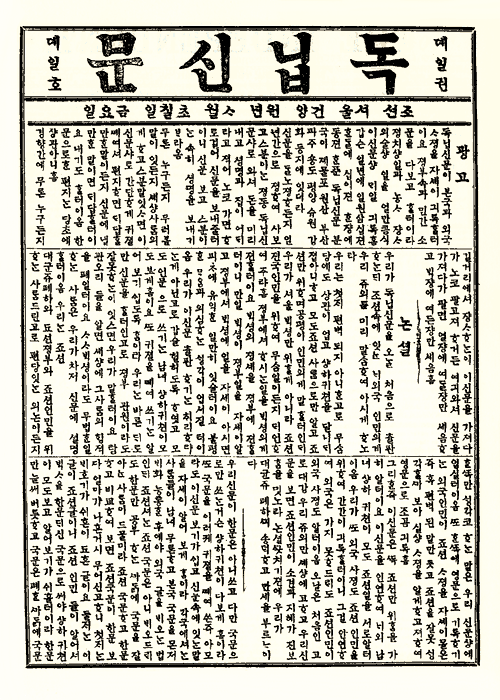
独立新聞

1895年に日本と清との間で下関条約が締結されると、徐は帰国して開化派運動機関として独立協会を組織し独立新聞の発刊にも尽力した。この頃に李商在、尹致昊、李承晩らが参加している。しかし独立協会の西洋思想は大韓帝国から疎まれ、高宗の勅令で解散させられた。その後、1898年再びアメリカに亡命した。

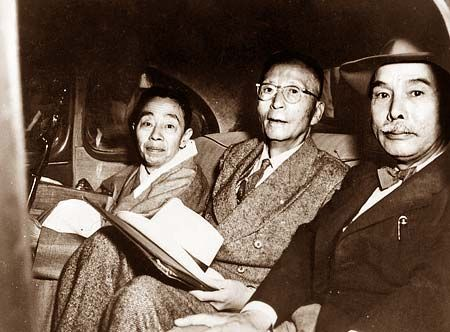
左から、金奎植、徐載弼「中央」、呂運亨（1947年）

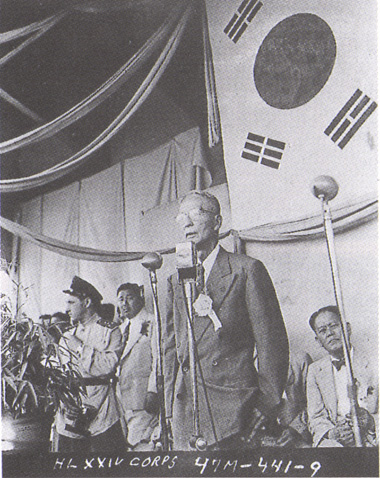
演説をする徐載弼、右端は趙炳玉

アメリカでは米西戦争に軍医として従軍した後、フィラデルフィア大学で解剖学の講座を担当する一方、市内で商店を経営して成功した。1910年朝鮮の日本による併合がなると、活動家をアメリカに呼び寄せ支援した。1919年3月1日、3・1独立運動をきっかけに、独立運動を再開、アメリカ国内に韓国人団体を結成してロビー活動を積極的に行った。1919年4月14日から16日にかけては｢韓人自由大会｣を開催した。上海臨時政府の対米顧問に任命された後、親韓米人組織に尽力。1921年1月2日にはウォレン・ハーディング米大統領と会見し、朝鮮独立の後押しを要請した。
1947年、李承晩が建てた南朝鮮過渡政府が樹立されると、増長していた李承晩を牽制する人物を探していたアメリカ軍政庁は、徐載弼を軍政庁の最高顧問として招聘することを画策した。徐は最初はこれを固辞していたものの、呂運亨、李承晩らからも招請され、帰国した。しかし、次第に李と対立するようになり、金性洙、李光洙、趙炳玉との対談で「50年前も今も派閥争いは相変わらずだ」と嘆いたという。
以降は左右合作運動を支持した。1948年7月に行われた選挙では、支持派によって大統領へ推挙されたが、李とは最後まで相容れず、選挙出馬を固辞してアメリカに帰国してしまった。
1951年1月5日、がんと老衰によりフィラデルフィアのモンゴメリー病院で亡くなる。

## 著書
- Hansu's Journey